# Флеминг (округ)
Фле́минг (англ. Fleming County) — округ в штате Кентукки, США. Официально образован в 1798 году. По состоянию на 2010 год, численность населения составляла 14 348 человек.

## География
По данным Бюро переписи США, общая площадь округа равняется 910,000 км2, из которых 909,000 км2 суша и 2,000 км2 или 0,180 % это водоёмы.

## Население
По данным переписи населения 2000 года в округе проживает 13 792 жителей в составе 5 367 домашних хозяйств и 3 966 семей. Плотность населения составляет 15,00 человек на км2. На территории округа насчитывается 6 120 жилых строений, при плотности застройки около 7,00-ми строений на км2. Расовый состав населения: белые — 97,33 %, афроамериканцы — 1,41 %, коренные американцы (индейцы) — 0,14 %, азиаты — 0,17 %, гавайцы — 0,00 %, представители других рас — 0,28 %, представители двух или более рас — 0,67 %. Испаноязычные составляли 0,75 % населения независимо от расы.
В составе 34,80 % из общего числа домашних хозяйств проживают дети в возрасте до 18 лет, 60,30 % домашних хозяйств представляют собой супружеские пары проживающие вместе, 9,60 % домашних хозяйств представляют собой одиноких женщин без супруга, 26,10 % домашних хозяйств не имеют отношения к семьям, 23,30 % домашних хозяйств состоят из одного человека, 11,00 % домашних хозяйств состоят из престарелых (65 лет и старше), проживающих в одиночестве. Средний размер домашнего хозяйства составляет 2,55 человека, и средний размер семьи 2,99 человека.
Возрастной состав округа: 25,40 % моложе 18 лет, 8,40 % от 18 до 24, 29,00 % от 25 до 44, 23,90 % от 45 до 64 и 23,90 % от 65 и старше. Средний возраст жителя округа 36 лет. На каждые 100 женщин приходится 96,00 мужчин. На каждые 100 женщин старше 18 лет приходится 93,20 мужчин.
Средний доход на домохозяйство в округе составлял 27 990 USD, на семью — 33 300 USD. Среднестатистический заработок мужчины был 26 463 USD против 19 895 USD для женщины. Доход на душу населения составлял 14 214 USD. Около 14,80 % семей и 18,60 % общего населения находились ниже черты бедности, в том числе — 24,90 % молодёжи (тех, кому ещё не исполнилось 18 лет) и 20,10 % тех, кому было уже больше 65 лет.